# Obeah (film 1935)
Obeah è un film horror statunitense del 1935 scritto e diretto da F. Herrick Herrick.

## Trama
Un avventuriero è alla ricerca di un esploratore misteriosamente scomparso e lo ritrova sperduto in una isola sconosciuta dei Mari del Sud. L'uomo è stato sottoposto ad un incantesimo mortale che lo rende simile ad uno zombie, lanciatogli da una sacerdotessa il cui canto può essere compreso soltanto dalle scimmie dell'isola. Deciso a salvare la vittima di questo sortilegio, l'esploratore lo porta via dall'isola, ma i due verranno entrambi raggiunti dall'ennesimo maleficio della potente sacerdotessa.

## Produzione
Secondo la rivista Film Daily, il film venne girato nel corso di una crociera intorno al mondo su uno yacht, crociera che durò undici mesi. Al film presero parte nativi incontrati durante il viaggio e i membri dell'equipaggio della nave.